# Siegfried Lenz
 (août 2023).
Si vous disposez d'ouvrages ou d'articles de référence ou si vous connaissez des sites web de qualité traitant du thème abordé ici, merci de compléter l'article en donnant les références utiles à sa vérifiabilité et en les liant à la section « Notes et références ».
Pour les articles homonymes, voir Lenz.
Siegfried Lenz, né le 17 mars 1926 à Lyck en Prusse-Orientale (alors en Allemagne, aujourd'hui Ełk en Pologne) et mort le 7 octobre 2014 à Hambourg, est l'un des écrivains allemands les plus connus de la littérature de l'après-guerre et d'aujourd'hui, et un scénariste allemand. Il est l'auteur de quatorze romans et de nombreux recueils de courtes histoires, d'essais et de pièces radiophoniques ou théâtrales. Il a obtenu le prix Goethe à Francfort-sur-le-Main en 1999.

## Biographie
Siegfried Lenz est le fils d'un douanier. Après le baccalauréat en 1943, il est enrôlé dans la marine allemande. 
Selon des documents du fichier central du parti nazi, il aurait adhéré à ce dernier le 12 juillet 1943.
Peu avant la fin de la Seconde Guerre mondiale, au Danemark, il déserte, mais est fait prisonnier par les Britanniques au Schleswig-Holstein. Il sert comme interprète.
La guerre finie, il étudie la philosophie, l'anglais et l'histoire de la littérature à l'université de Hambourg. Il interrompt rapidement ses études mais est tout de même engagé au quotidien allemand Die Welt, dont il est rédacteur de 1950 à 1951. C'est là qu'il rencontre celle qu'il épousera en 1949, Liselotte (décédée le 5 février 2006).
Dès 1951, Siegfried Lenz travaille comme écrivain indépendant à Hambourg. À partir de 2003, il est professeur honoraire à l'université Heinrich-Heine de Düsseldorf.
Il meurt le 7 octobre 2014 à l'âge de 88 ans à Hambourg.

## Œuvres
Siegfried Lenz est un auteur très prolifique. N'est indiquée ici qu'une partie de ses œuvres.

### Romans
- Es waren Habichte in der Luft (1951)
- Der Überläufer (1951, publié de façon posthume en 2016) Publié en français sous le titre Le Transfuge, traduit par Frédéric Weinmann, Paris, Robert Laffont, coll. « Pavillons », 2018
- Duell mit dem Schatten (1953
- Der Mann im Strom (1957)
- Brot und Spiele (1959)
- Stadtgespräch (1963) Publié en français sous le titre La Nuit des otages, traduit par Christian-Sylvain Richard, Paris, Flammarion, 1965
- Deutschstunde (1968) Publié en français sous le titre La Leçon d'allemand, traduit par Bernard Kreiss, Paris, Robert Laffont, coll. « Pavillons », 1970 ; réédition, Paris, 10/18, coll. « Domaine étranger », no 3274, 2001  (ISBN 2-264-03194-8) ; réédition revue et corrigée, Paris, Robert Laffont, coll. « Pavillon poche », 2009  (ISBN 978-2-221-11293-9)
- Das Vorbild (1973)
- Heimatmuseum (1978)
- Der Verlust (1981)
- Exerzierplatz (1985) Publié en français sous le titre Champ de tir, Paris, traduit par Claude Chenou, Paris/Lausanne, De Fallois/L'Âge d'homme, 1989  (ISBN 2-87706-027-6)
- Die Klangprobe (1990)
- Die Auflehnung (1994)
- Arnes Nachlass (1999) Publié en français sous le titre Le Dernier Bateau, traduit par Odile Demange, Paris, Robert Laffont, coll. « Pavillons », 2001  (ISBN 2-221-09252-X) ; réédition, Paris, Robert Laffont, coll. « Pavillon poche », 2010  (ISBN 978-2-221-12214-3)
- Fundbüro (2003) Publié en français sous le titre Le Bureau des objets trouvés, traduit par Frédéric Weinmann, Paris, Robert Laffont, coll. « Pavillons », 2011  (ISBN 978-2-221-10609-9)
- Schweigeminute (2008), court roman Publié en français sous le titre Une minute de silence, traduit par Odile Demange, Paris, Robert Laffont, coll. « Pavillons », 2009  (ISBN 978-2-221-11206-9)
- Landesbühne (2009)

### Récits
- Das Feuerschiff (1960) Publié en français sous le titre Le Bateau-phare, traduit par Jean-Claude Capète, Paris, P. Belfond, 1986  (ISBN 2-7144-1876-7)
- Stimmungen der See (1962)
- Lehmanns Erzählungen (1964)
- Der Spielverderber (1965)
- Leute von Hamburg (1968)
- Wie bei Gogol (1973)
- Der Geist der Mirabelle (1975)
- Ein Kriegsende (1984)
- Das serbische Mädchen (1987)
- Ludmilla (1996)
- Zaungast (2004)
- Der Ostertisch (2010)
- Die Ferne ist nah genug (2011)
- Die Maske (2011)
- Küste im Fernglas (2012)

### Recueils de nouvelles
- So zärtlich war Suleyken: masurische Geschichten (1955)
- Das Kabinett der Konterbande (1956)
- Jaeger des Spotts. Geschichten aus dieser Zeit (1958)
- Lukas, sanftmütiger Knecht (1958)
- Einstein überquert die Elbe bei Hamburg (1975) Publié en français sous le titre Quand Einstein franchit l'Elbe près de Hambourg, traduit par Claude Chenou, Lausanne, L'Âge d'homme, coll. Vent d'Est, Vent d'Ouest, 1994
- Die Erzählungen (2006)

### Théâtre
- Das schönste Fest der Welt (1956)
- Zeit der Schuldlosen. Zeit der Schuldigen. (1961)
- Das Gesicht (1964)
- Haussuchung (1967)
- Die Augenbinde (1970)
- Drei Stücke (1980)

### Essais
- Beziehungen (1970)
- Elfenbeinturm und Barrikade (1983)
- Geschichte erzählen – Geschichten erzählen (1986)
- Über den Schmerz (1988)
- Mutmaßungen über die Zukunft der Literatur (2001)

### Recueil de nouvelles parus en français
- Les Vagues du Balaton suivi de Le Grand Wildenberg, Paris, Terrain vague, 1991  (ISBN 2-85208-141-5) (nouvelles tirées des recueils allemands Jaeger des Spotts. Geschichten aus dieser Zeit, 1958, et Einstein überquert die Elbe bei Hamburg, 1975)

## Scénariste
- 1961 : Zeit der Schuldlosen, série télévisée allemande, épisodes 1 et 2
- 1968 : Provinces, série télévisée allemande, épisode intitulé La Preuve

## Divers
- Il fut membre du Groupe 47 de Hans Werner Richter
- Il a soutenu, tout comme Günter Grass, la Ostpolitik « politique vers l'Est » du chancelier Willy Brandt. Il signa, en tant que représentant important de ce mouvement, le contrat germano-polonais en 1970.

## Prix et distinctions
- Membre de l'Académie des arts de Berlin[4] (1973)
- Prix de la paix des libraires allemands (1988)
- Prix Goethe (1999)
- Citoyen d'honneur de Hambourg (2002)

## Sur quelques ouvrages

### Le bureau des objets trouvés
Henry Neff, 24 ans, hockeyeur et collectionneur de marque-pages, décide de ne pas faire carrière, d'entrer au Bureau des objets trouvés de la compagnie nationale des chemins de fer, malgré un oncle bien placé, quelque part dans le nord de l'Allemagne, à l'époque des marks. Le bureau se compose surtout d'Hannes Harms, Paula Blohm (mariée à un motard, collectionneuse de galets et coquillages) et Albert Bussmann. La famille se compose surtout de sa sœur Barbara et de leur mère. Les perdants sont principalement Fédor Lagutin (mathématicien kirghize), Jutta Scheffel, Sylvia Frank, Arthur Bott... Le nouveau peut-il s'adapter à ce travail administratif, ces trouvailles, ces ventes aux enchères, et à ce quintet de motards énervés ?

## Adaptations au cinéma
- 1958 : Der Mann im Strom, film allemand réalisé par Eugen York, adaptation du roman éponyme
- 1963 : Les Tueurs du R.S.R.2 (Das Feuerschiff), film allemand réalisé par Ladislas Vajda, adaptation du récit Le Bateau-phare (Das Feuerschiff)
- 1964 : Die Zeit der Schuldlosen, film allemand réalisé par Thomas Fantl, adaptation de la pièce de théâtre Zeit der Schuldlosen
- 1986 : Le Bateau phare (The Lightship), film américain réalisé par Jerzy Skolimowski, adaptation du récit Le Bateau-phare (Das Feuerschiff)
- 1991 : Das serbische Mädchen, film germano-yougoslave réalisé par Peter Sehr, adaptation du récit éponyme
- 2019 : Deutschstunde, film allemand réalisé par Christian Schwochow, adaptation du roman La Leçon d'allemand (Deutschstunde)
- 2020 : Der Überläufer, film allemand réalisé par Florian Gallenberger, adaptation du roman Le Transfuge (Der Überläufer)